# Бело језеро (Вологодска област)
Бело језеро (рус. Белое озеро) је језеро у Русији. Налази се на територији Вологодске области. Површина језера износи 1 290 km². Административно, језеро је подељено између Белозерског округа (југ) и Вашкинског округа (север) у области. На његовој обали се налази град Белозерск. По површини, језеро Белоје је друго природно језеро Вологдске области (иза Оњешког језера), а треће језеро такође иза Рибинског резервоара. Једно је од десет највећих природних језера у Европи.

## Географија
Слив језера обухвата делове Белозерског, Вашкинског, Бабајевског и Витегорског округа Вологдске области, као и мање области Каргопољског округа Архангелске области. Већина басена лежи северно од језера, у брдима Андома, и укључује мања језера, од којих су многа глацијалног порекла. Ова језера укључују језеро Ковжское, језеро Кемское, језеро Куштозеро, језеро Шолское, језеро Дружиноје и јужно од језера Белоје језеро Лозское.
Језеро има приближно округли облик са пречником од 46 km (29 mi). Његова површина је 1.130 km2 (440 sq mi), а површина слива је 14.000 km2 (5.400 sq mi). Језеро се улива у реку Шексну, која је притока Рибинског резервоара реке Волге. Шексна излази из источног угла језера. Главне притоке језера Белоје су Ковжа, Кема и Мегра.
Мапа рибинског резервоара. Приказано је Бело Језеро.
Језеро и Белозерски канал око њега су део Волго-Балтичког пловног пута. Белозерски канал је изграђен да повеже реке Шексну и Ковжу како би се заобишло језеро Белоје, где понекад настаје јак ветар. Канал прати јужну и западну обалу језера.

## Историја
Према „Првој хроници", Синеј, Рјуриков брат, постао је кнез Белоозера 862. године. Ако би то било тачно, Белозерск би био један од најстаријих градова у Русији. Међутим, највероватније Синеус никада није постојао, а најранији археолошки подаци у Белозерску или околини припадају 10. веку. У 10.-13. веку област је била под контролом Новгородске републике, затим је у 13. веку била део Кнежевине Белоозеро, а у 14. веку је ушла у Велико кнежевство Москву. Систем Маринског канала изграђен је почетком 19. века, а након реконструкције у 20. веку постао је Волго-Балтички водни пут.